# 103 км (зупинний пункт, Придніпровська залізниця)
103 кіломе́тр — залізничний пасажирський зупинний пункт Кримської дирекції залізничних перевезень Придніпровської залізниці.
Розташований у місті Керч (селище Капкани), АР Крим на лінії Владиславівка — Крим між станціями Керченський Завод (7 км) та Крим (6 км).
Станом на серпень 2019 р. пасажирське сполучення відсутнє.